# Acide 5-pyrophosphomévalonique
L’acide 5-pyrophosphomévalonique, ou acide 5-diphosphomévalonique, est intermédiaire de la voie du mévalonate, une voie métabolique de biosynthèse du diméthylallyl-pyrophosphate et de l'isopentényl-pyrophosphate, précurseurs notamment des terpènes, terpénoïdes et stéroïdes.

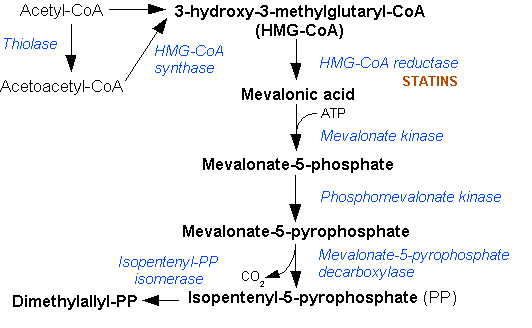
Voie du mévalonate.

## Stéréochimie
L'acide diphosphomévalonique possède un atome de carbone asymétrique (celui qui porte l'hydroxyle) et est donc chiral. Il se présente donc sous la forme de deux énantiomères qui sont dénommés :
- acide R-phosphomévalonique, numéro CAS
- acide S-phosphomévalonique, numéro CAS

La forme naturelle semble vraisemblablement être l'énantiomère R.[réf. nécessaire]